# Comtat de Yuanyang (Yunnan)
Yuanyang (en xinès: 元阳县; pinyin:Yuányáng xiàn) és un comtat sota l'administració directa de la prefectura autònoma d'Honghe. Se situa a les riberes del riu Roig, al sud de la província de Yunnan, al sud de la República Popular de la Xina.
És molt conegut pels seus espectaculars arrossars en terrasses. Al territori d'aquest comtat es troba el Paisatge cultural dels arrossars en terrasses dels hani de Honghe, 45è lloc Patrimoni de la Humanitat a la Xina.

## Vista general

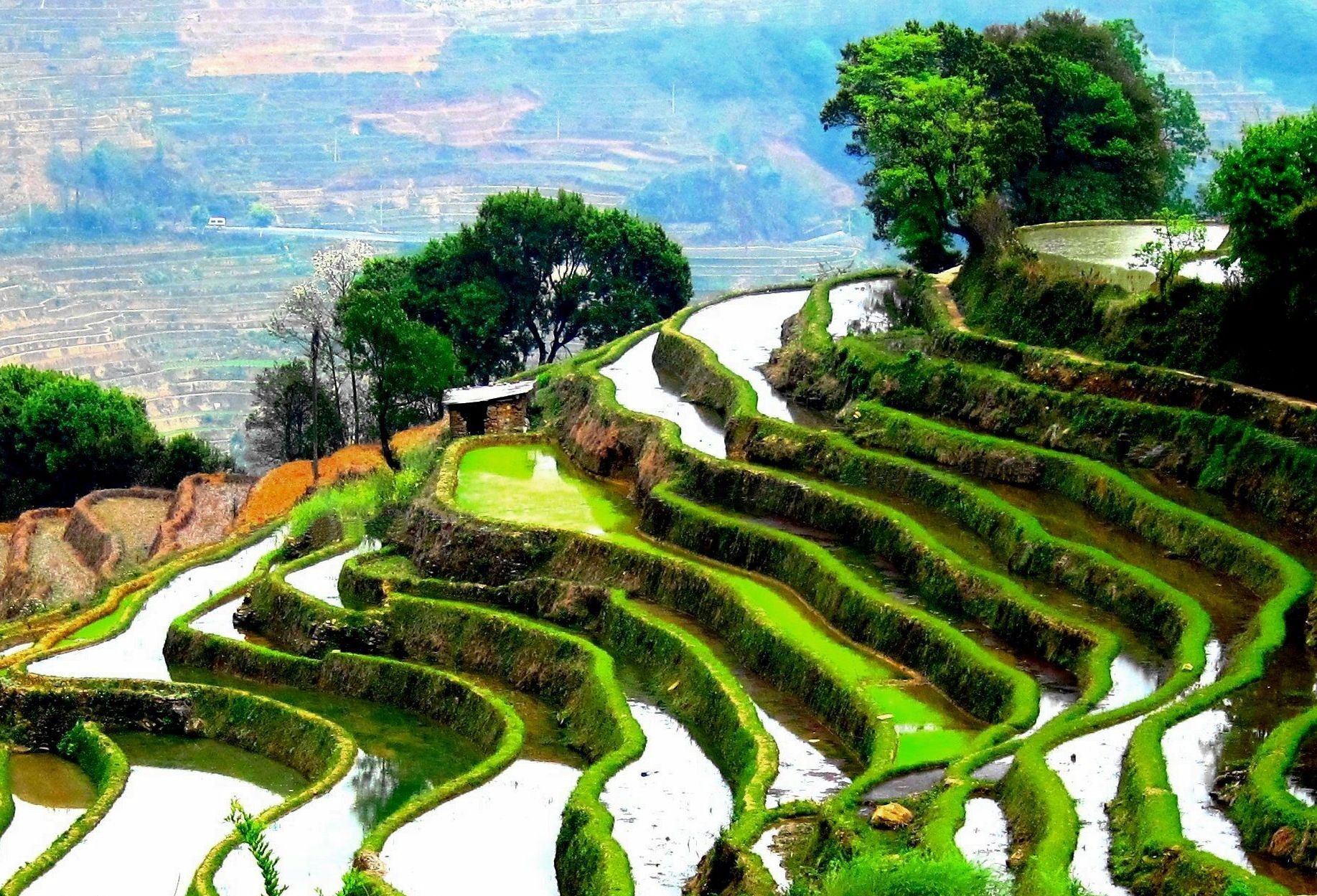
Arrossar en terrasses típic de Yuanyang.

Abarca una superfície de 2.200 km² i té una població d'aproximadament 365.000 habitants (2002), el 88% dels quals pertanyen a minories ètniques i el 95% es dediquen a l'agricultura. La majoria dels habitants del comtat són de l'ètnia hani. El PIB del comtat de Yuanyang el 2002 va ser de 630 milions de iuans. La seu administrativa del comtat és la ciutat de Nansha (o "Nova Yuanyang") a la vall riu avall a una altitud de 240 metres. Està situada a 12 km al nord-est de l'anterior seu administrativa, Xinjie (és a dir, "Vella Yuanyang" o només "Yuanyang") amb què està connectada a través de 27 km de zigzaguejant carretera de muntanya. Al sud de la Vella Yuanyang, la ciutat de Panzhihua és a prop de dalt d'una altra vall principal de terrasses d'arròs. Hi ha un total de 928 assentaments al comtat de Yuanyang, 826 estan habitats per només un únic grup ètnic.

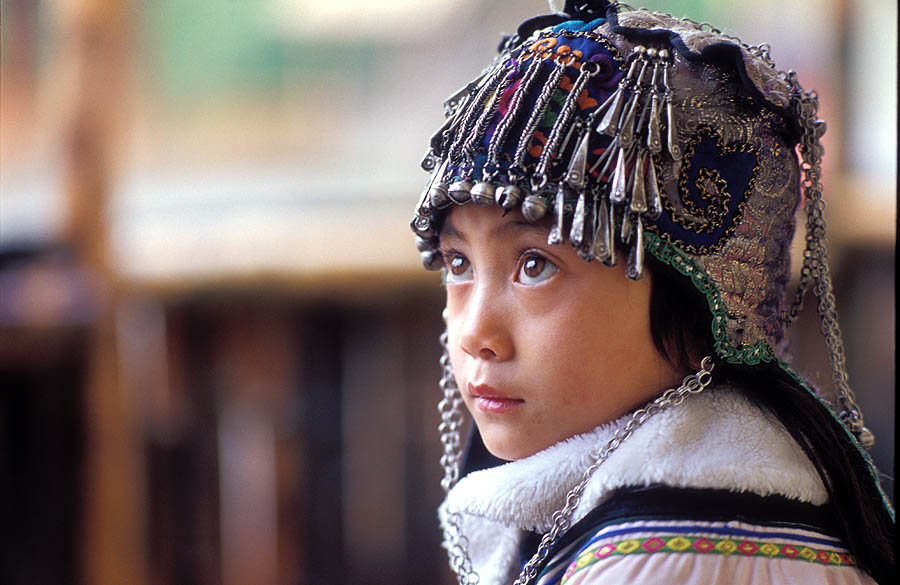
Una noia Hani, cap al 2003.

La ciutat de Vella Yuanyang és un assentament de la minoria hani dalt de la vora d'una serralada dels Ailao amb una elevació d'uns 1.570 metres. És una destinació popular entre els fotògrafs a causa de les vastes zones de les muntanyes properes que han estat cultivades com a arrossars en terrasses durant almenys mil tres-cents anys pel poble hani. Tot i la bellesa paisatgística enlluernadora i les seves colorides minories locals, el turisme no s'ha desenvolupat en aquesta regió, principalment a causa de la seva remota ubicació, manca d'un aeroport proper, i fins fa força poc, relativa inaccessibilitat a causa de les males condicions de les carreteres.
Les zones amb terrasses d'interès per als visitants són principalment entre els mil i els dos mil metres sobre el nivell del mar. Les temperatures hivernals aquí, encara que mai no arriben a la gelada, són tals que només permeten una collita d'arròs a l'any. Després de la collita, des de mitjans de setembre fins a mitjans de novembre, depenent de l'altitud, les terrasses s'omplen d'aigua fins a l'abril, quan comença la plantació.
La vasta majoria de les dones de les minories ètniques al comtat de Yuanyang encara vesteixen robes tradicionals com a vestit quotidià. El principal grup ètnic són els hani, els qui comparteixen la regió amb altres minories com els yi i els miao. Els dies de mercat als pobles tendeixen a ser molt acolorits quan els diferents grups ètnics de la regió, cadascun amb la seva vestimenta tradicional, es reuneixen per comerciar i socialitzar.

## Geografia

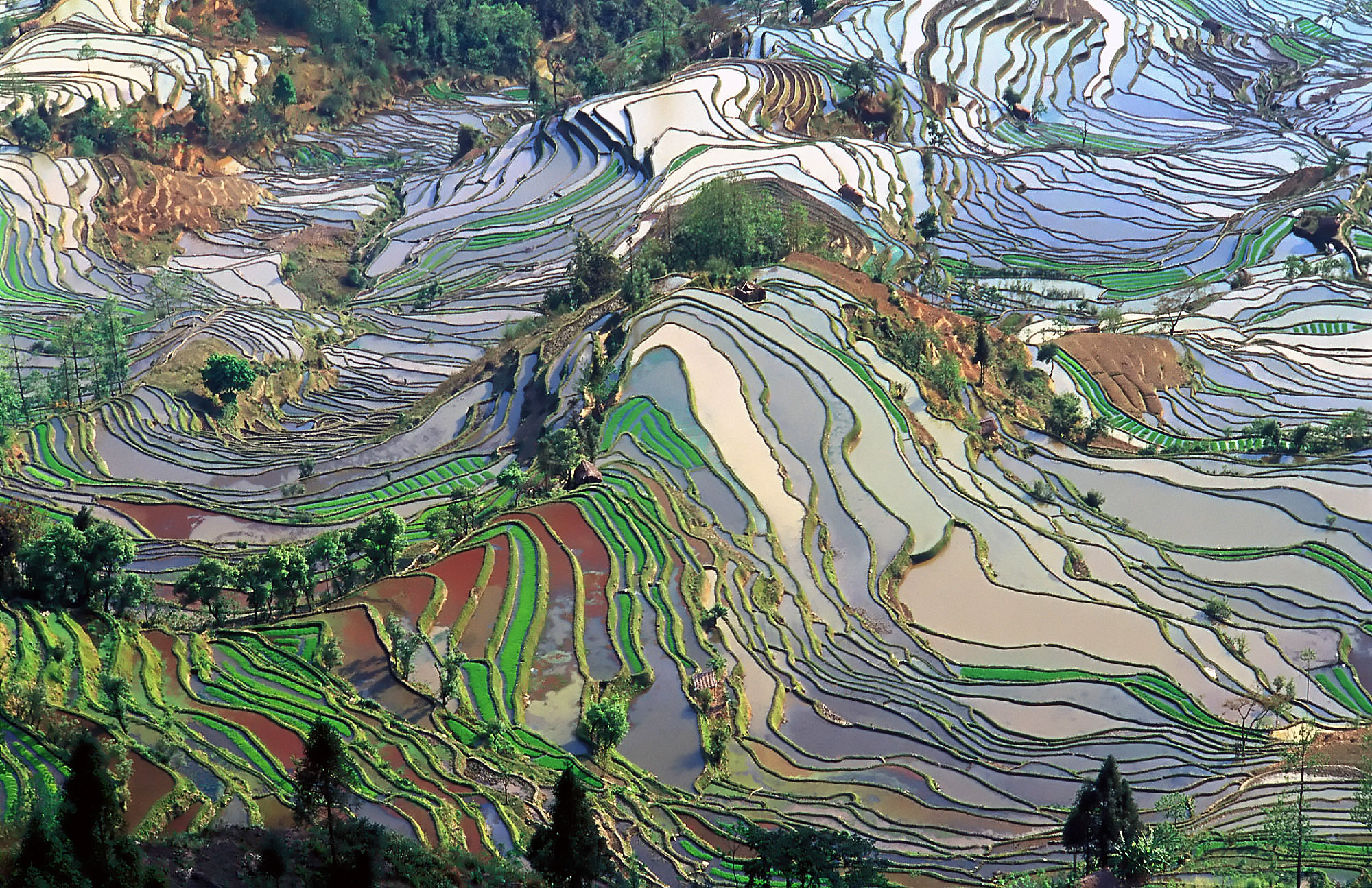
Forma abstracta d'un arrossar en terrasses al comtat de Yuanyang.

El comtat de Yuanyang queda a una altitud que va des dels 140 msnm al llarg del riu Roig fins a gairebé 3.000 metres a les muntanyes Ailao i se situa al voltant de 50 km al nord de la frontera amb el Vietnam
El clima del comtat de Yuanyang és principalment monsó subtropical central amb estius humits i hiverns secs. Les temperatures mitjanes van dels 26 °C a baix, a la vall del riu Roig, fins als 4 °C a les parts altes de les muntanyes.
Les ciutats grans a l'oest de Yuanyang són Shiping i Yuanjiang. Gejiu és la ciutat més gran al nord-est i també la capital de la prefectura d'Honghe. 70 km directament al nord de Yuanyang queda Jianshui, una petita ciutat amb interessants monuments. Unes poques hores al sud-est de Yuanyang hi ha Luchun, un altre gran assentament de la minoria hani que s'ha convertit en una ciutat gran.
A causa de la construcció recent d'una autopista, la Vella Yuanyang es pot assolir ara al voltant de set hores a través d'autobús directe des de la capital de Yunnan, Kunming, situada 300 km al nord del comtat, un viatge que fa només uns quants anys, faria 10 hores o més. Els autobusos també connecten Yuanyang amb la ciutat de Hekou i el pas fronterer amb el Vietnam (6 hores).

## Patrimoni de la Humanitat

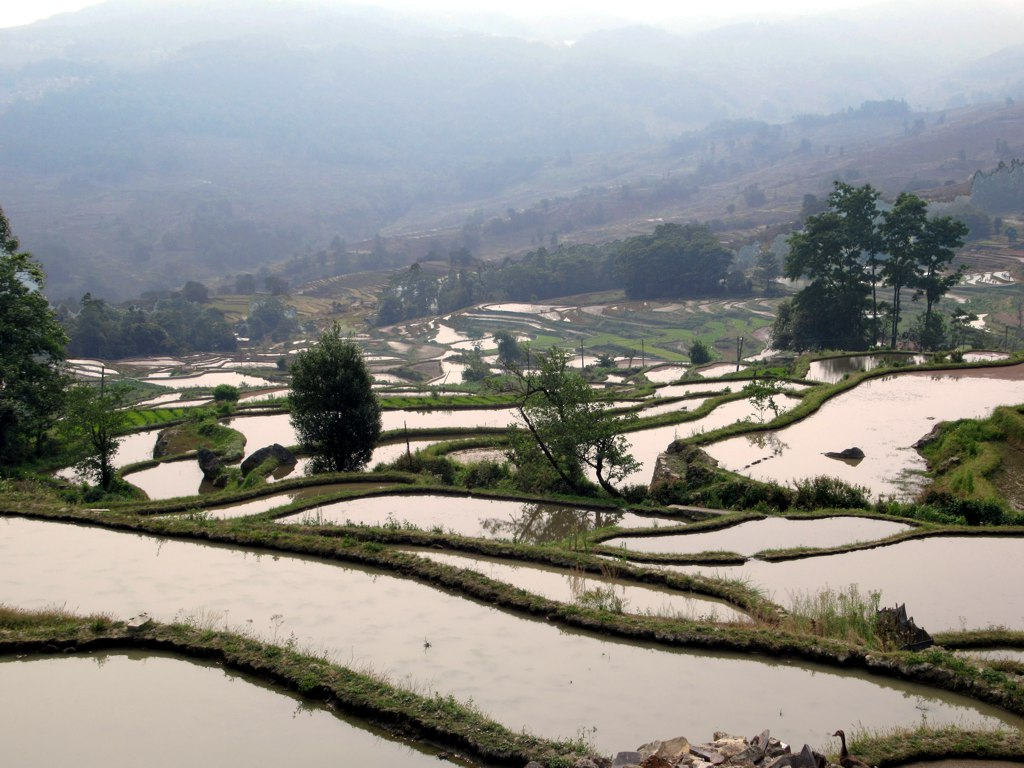
Arrossar en terrasses típic de Yuanyang.

L'any 2013 el paisatge cultural dels arrossars a terrasses dels hani de Honghe es va incloure dins de la llista del Patrimoni de la Humanitat per la UNESCO. S'estén per 16.603 hectàrees, amb 29.501 hectàrees més de la zona de protecció. Les terrasses ocupen en cascada els vessants de les muntanyes Ailao fins a les ribes del riu Roig.
Durant mil tres-cents anys, els hani han desenvolupat aquest complex sistema de canals per portar aigua des de dalt de les muntanyes fins a les terrasses. També han creat una forma d'agricultura integrada amb animals com búfals, bestiar, ànecs, peix i anguila i donen suport a la producció de la varietat d'arròs de color vermell, que és el principal producte que es recull.
Els pobles on viuen tenen una típica arquitectura en forma de "campinyó" amb sostre de palla. El resultat és un tipus de cultiu que integra el poble al medi ambient.

## Galeria

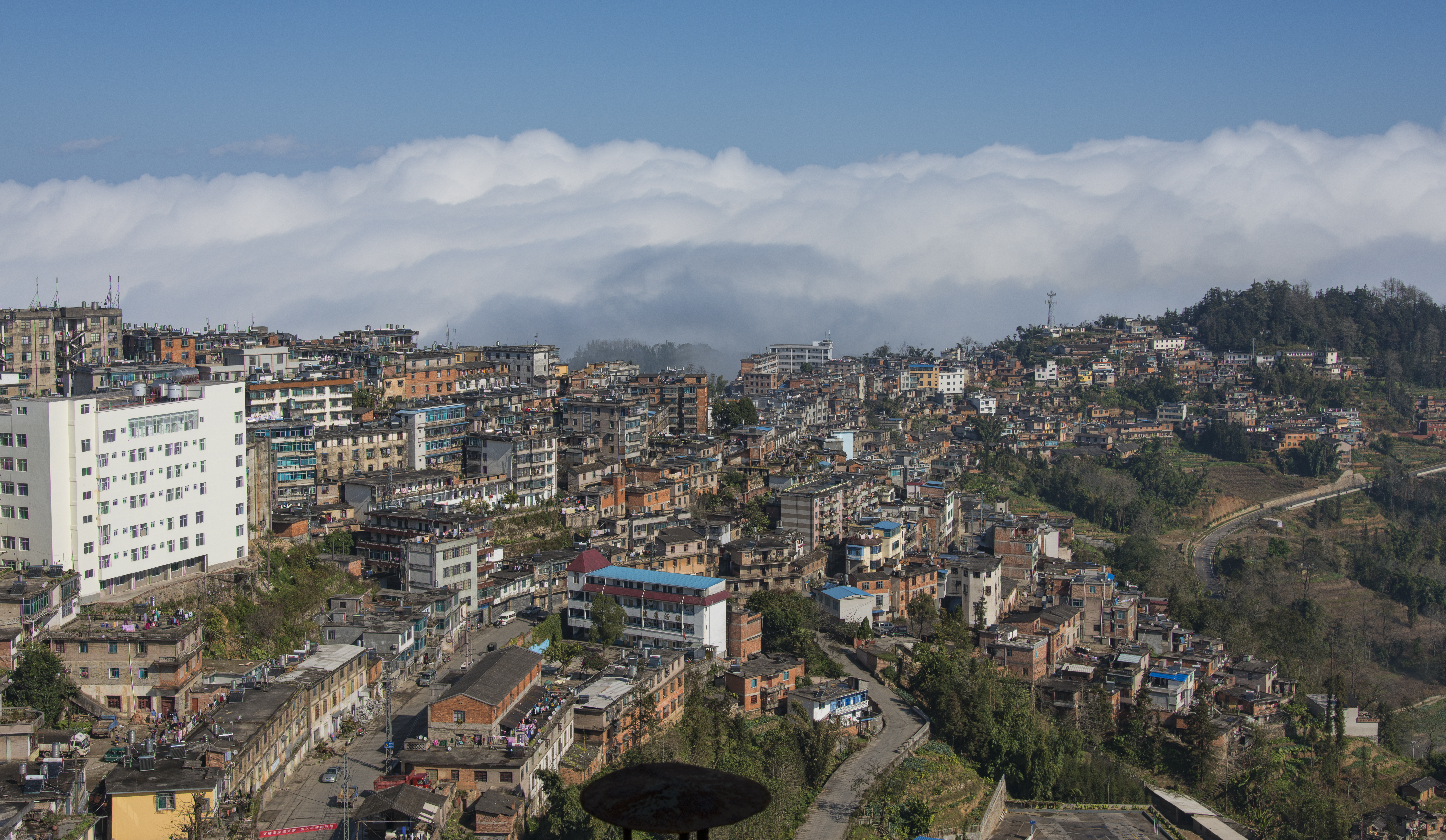
Part de la Vella Yuanyang
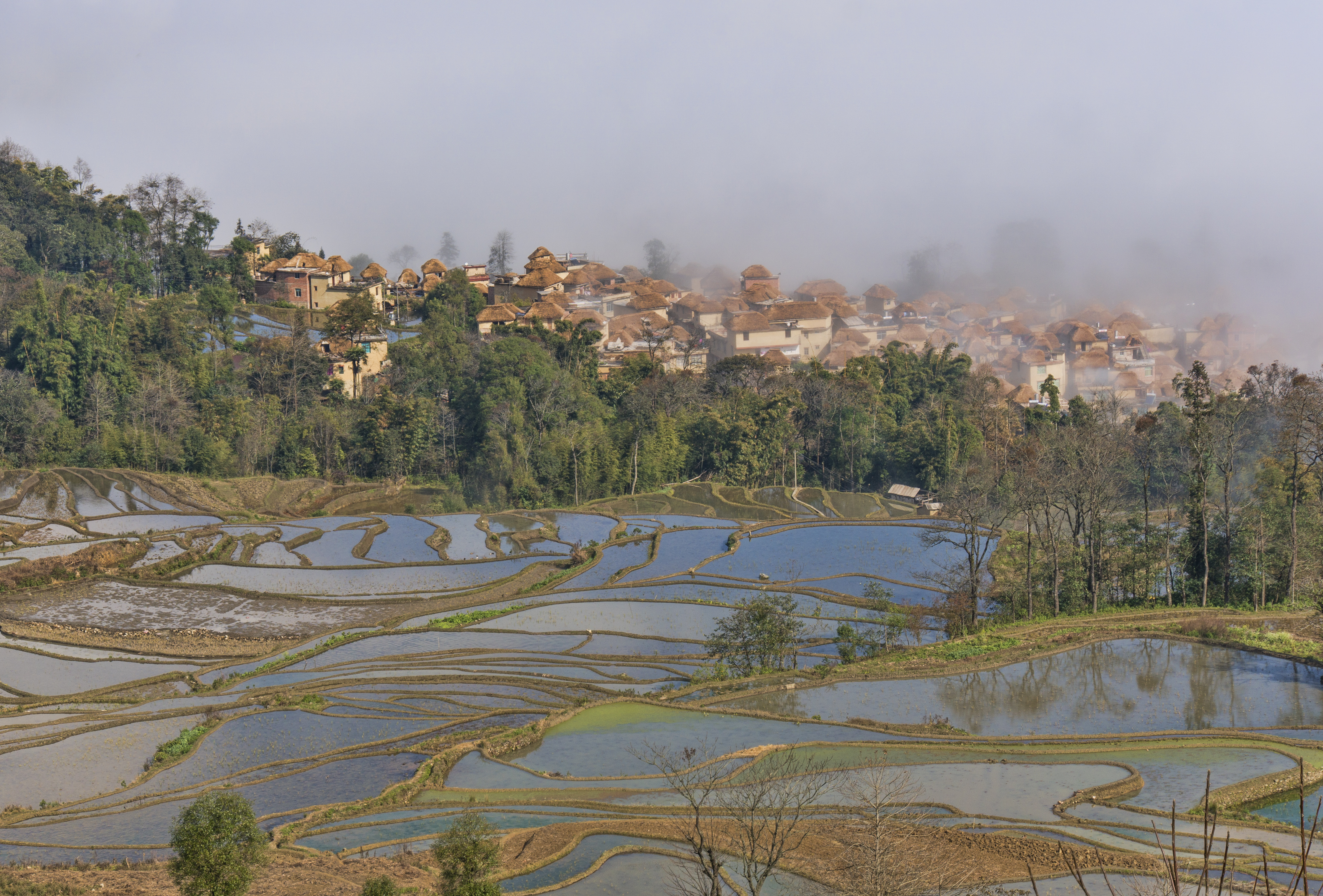
Boira sobre Qingkou
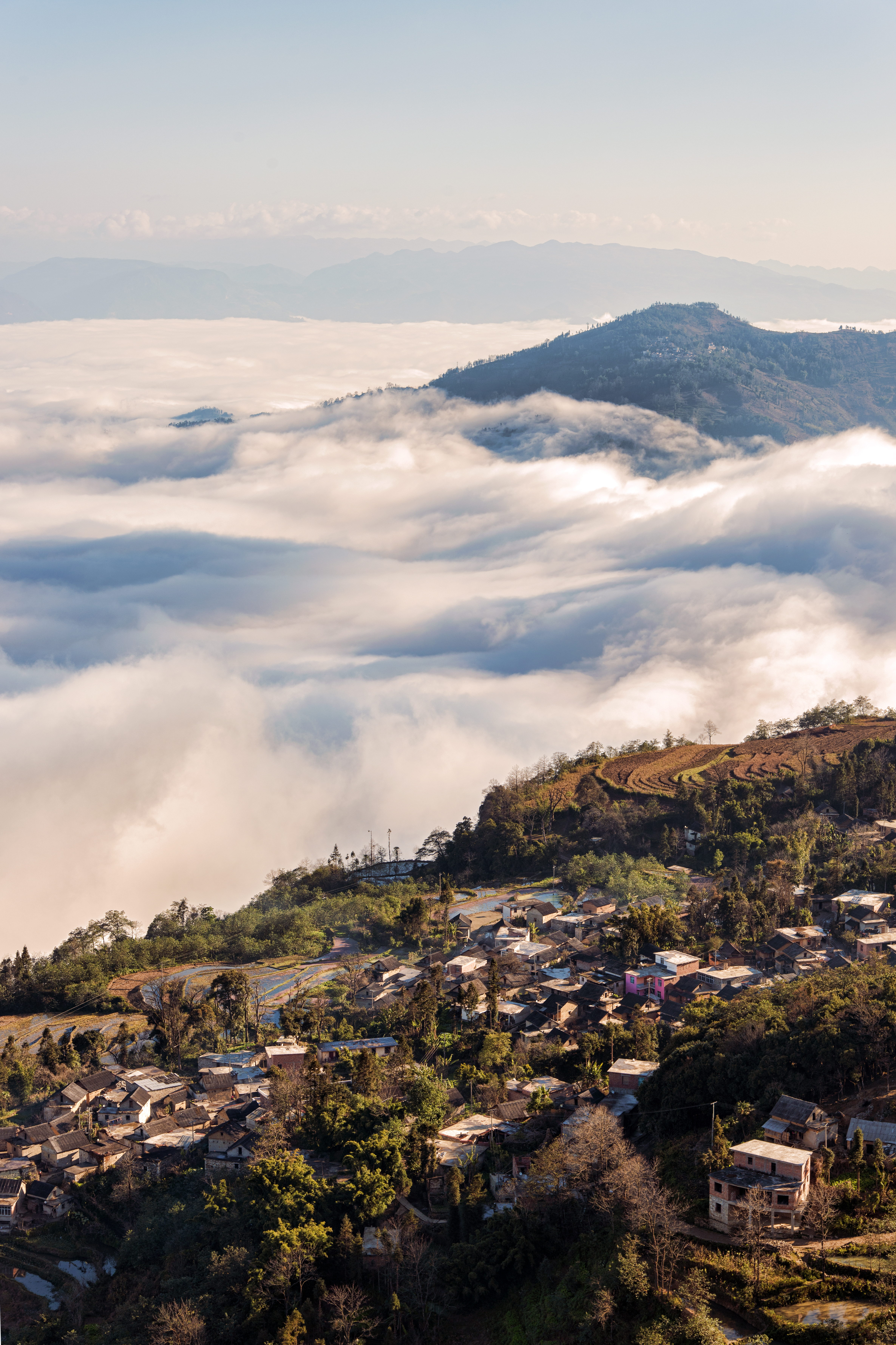
Mar de núvols envoltant Paozhuzhai
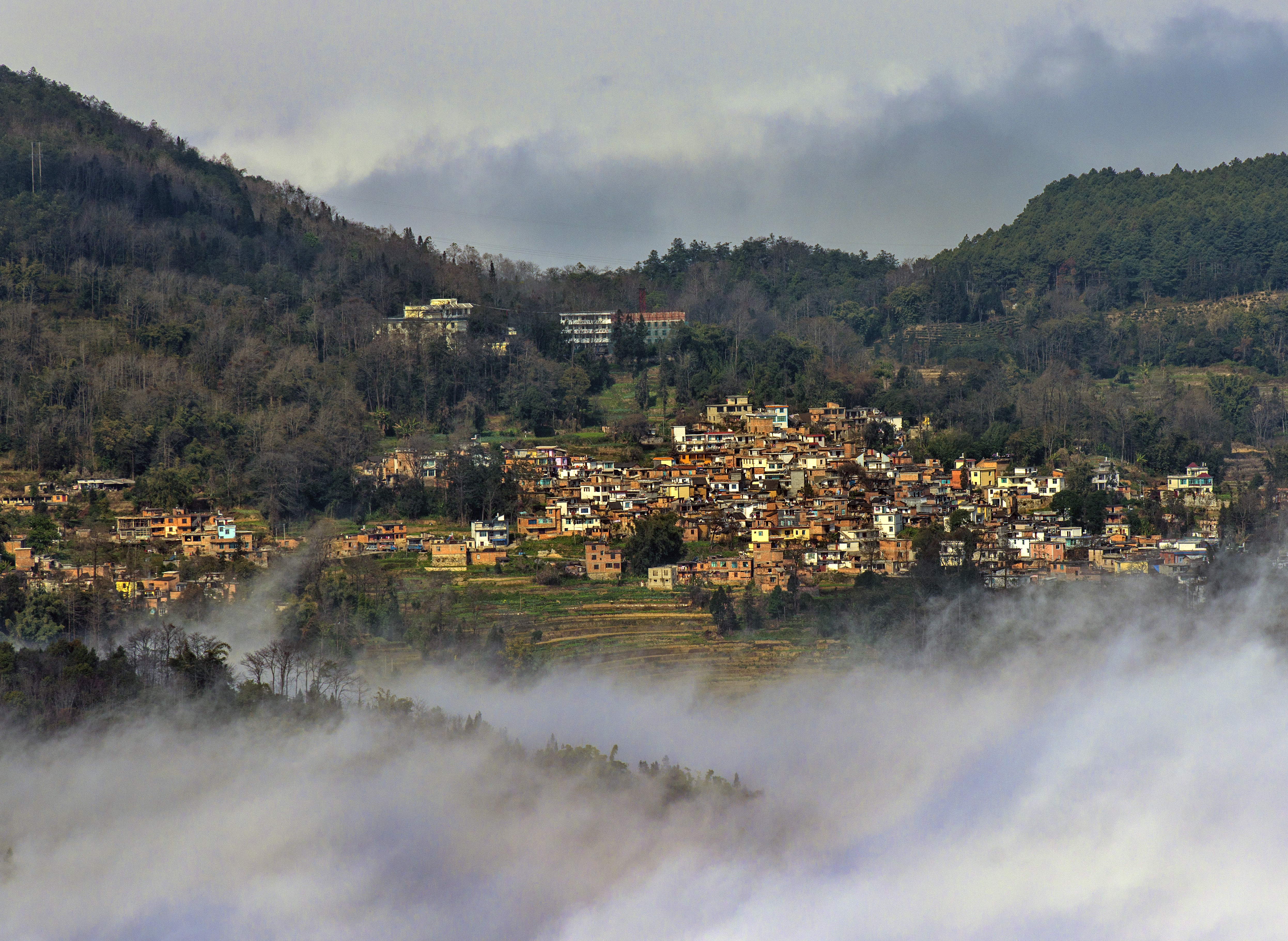
Un poble vist des de Bada
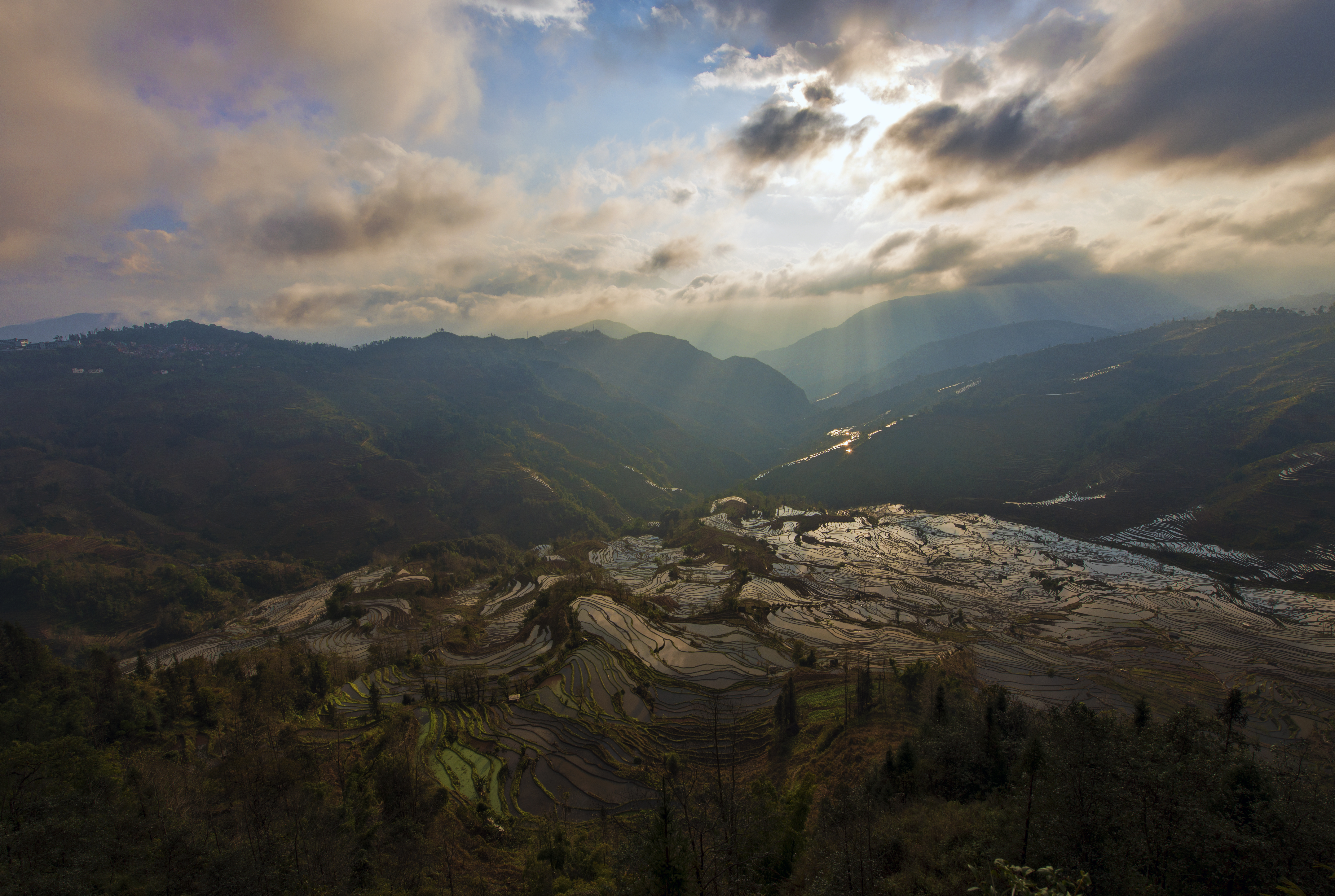
Capvespre a Laohuzui
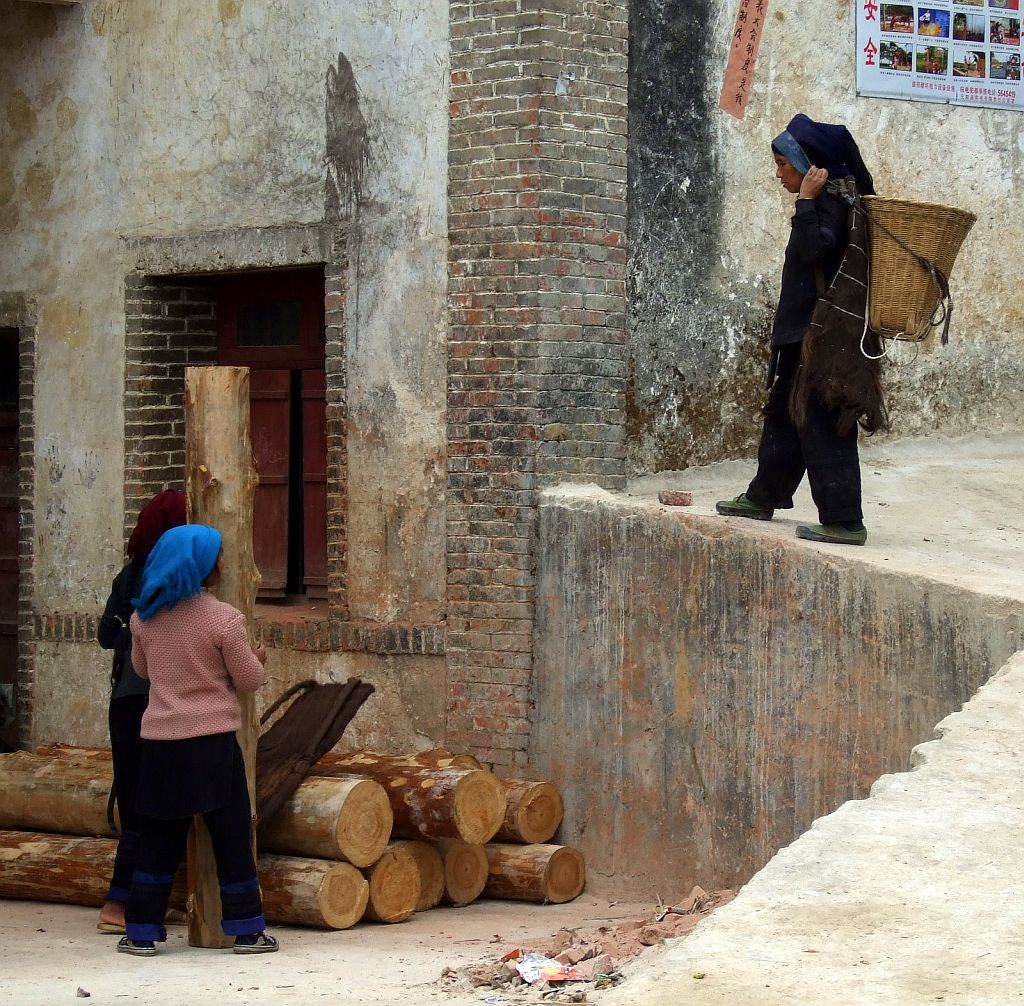
Dones hani del comtat de Yuanyang
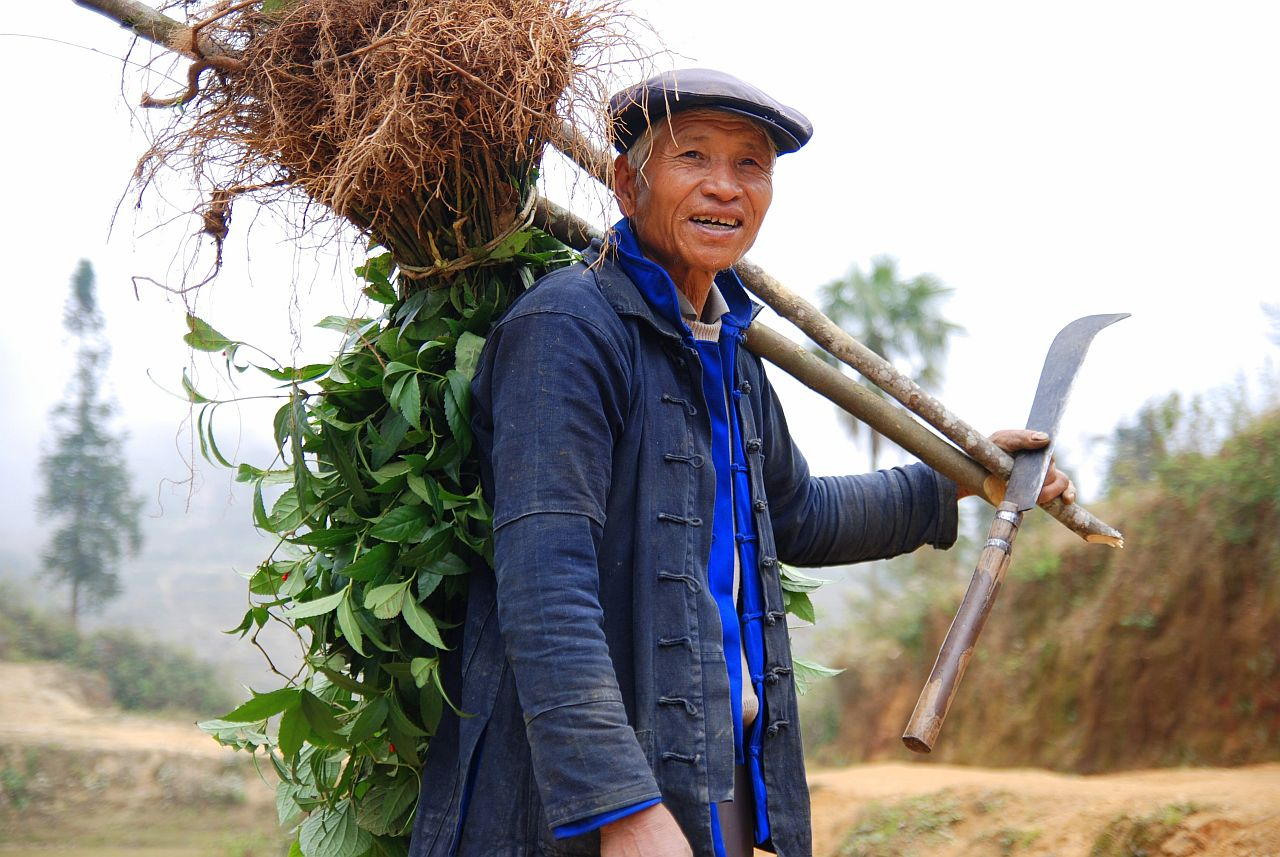
Granger hani de tornada a casa
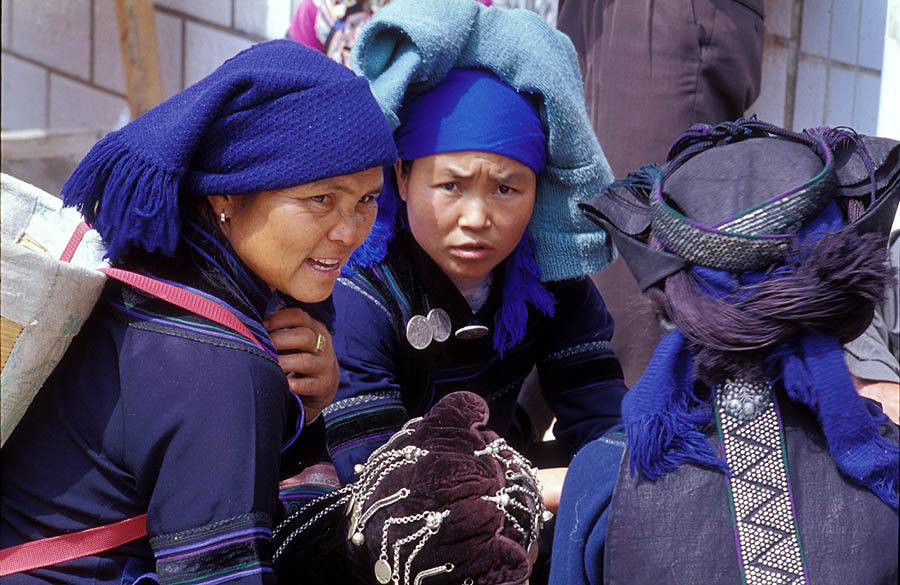
Unes dones hani amb vestit típic